# Siège de Jérusalem (587/586 av. J.-C.)
Pour les articles homonymes, voir Siège de Jérusalem.
Le siège de Jérusalem qui se déroule en 587 et 586 av. J.-C. oppose l’armée néo-babylonienne à la ville de Jérusalem, capitale du royaume de Juda. 
S’achevant par la destruction de la ville, celle du temple de Salomon et par la déportation d’une importante partie de la population à Babylone, il met un terme définitif au conflit de dix ans qui a opposé ces deux royaumes.
La destruction du premier Temple est un événement majeur pour l'histoire et la tradition juives, commémoré annuellement par les quatre jeûnes évoqués dans le Livre de Zacharie (Za 8:19). Elle contribue également à préparer le terreau du christianisme.
Les événements et leur perception sont abondamment couverts dans la Bible, en particulier dans le Deuxième Livre des Rois et celui de Jérémie, ainsi que dans le Livre des Lamentations et celui d’Ézéchiel. Ils sont également relatés dans les Chroniques babyloniennes (en) ainsi que, selon Flavius Josèphe, par Bérose, historien babylonien hellénophone du IIIe siècle av. J.-C.

## Prélude
En 605 av. J.-C., le jeune roi Nabuchodonosor II commence l’extension de son empire. Il défait le pharaon Neko lors de la bataille de Karkemish, envahit Juda qui en est l’un des vassaux et y établit un protectorat. Il connaît cependant un important revers militaire quatre ans plus tard et, militairement affaibli, voit nombre de peuples assujettis se révolter. Parmi ceux-ci, Joachim, roi de Juda, refuse de verser le tribut qui lui a été imposé et se rallie ostensiblement à l’Égypte.
L’expédition punitive de Nabuchodonosor a lieu, selon les chroniques babyloniennes, au mois de kislev en -599 et s’achève au second jour du mois d’adar en -597. Selon la Bible, Joachim meurt au cours de celui-ci et son fils Joaquin lui succède ; il se constitue prisonnier au troisième mois de son règne et est déporté à Babylone avec dix mille hommes parmi l’élite du pays (parmi lesquels Ézéchiel et, vraisemblablement, Daniel), tandis que ses richesses sont pillées. Sédécias, frère de Joachim, est installé sur le trône de Juda par le pouvoir babylonien, en raison de son caractère docile. 
Cependant, après dix ans de règne, Sédécias décide, sous l’influence des envoyés de Moab, d’Édom, de Sidon et de Tyr, de secouer le joug babylonien en concluant une nouvelle alliance avec le pharaon Apriès (Hophra dans les récits bibliques), malgré l’opposition du prophète Jérémie.

## Le siège

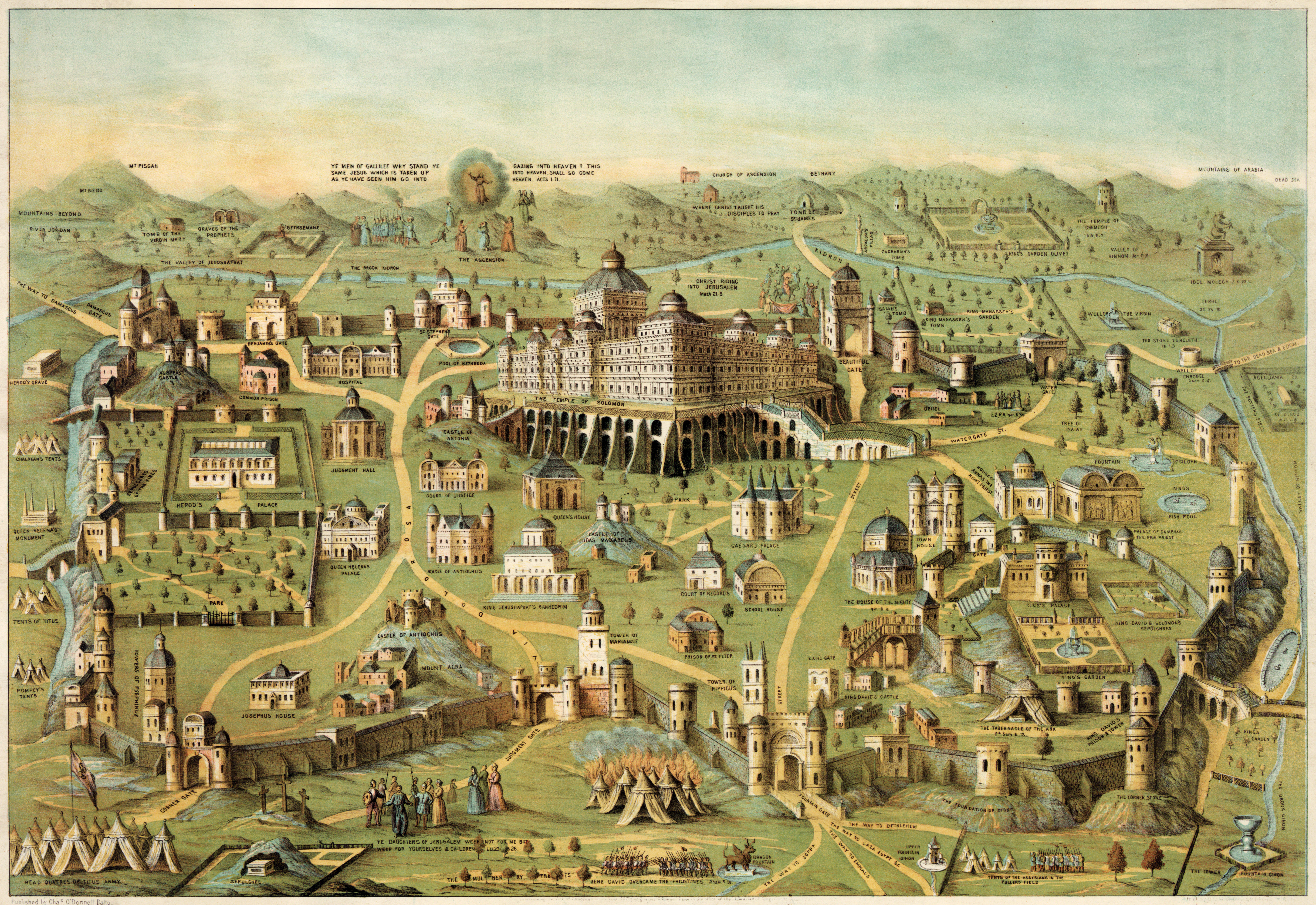
Illustration de Jérusalem à l’époque du Temple de Salomon, 1871

Le récit du siège ainsi que la description de la ville sont principalement tributaires des récits bibliques, car aucune fouille n’a pu être menée sur le site, extrêmement sensible tant d’un point de vue religieux que géopolitique. 
L’archéologie confirme cependant la trame de ce récit ainsi que l’existence de certains personnages. Les « lettres de Lakish » écrites sur une période brève et agitée par Hoshaya, un officier en poste près de Jérusalem, à Yoash, commandant de Lakish, témoignent des troubles qui secouent le règne de Sédécias juste avant la chute de Lakish et quelque deux ans avant celle de Jérusalem. Parmi les noms cités, cinq se retrouvent dans la Bible, outre Hoshaya lui-même, mentionné dans les Livres de Jérémie (42:1 et 43:2) et de Néhémie (12:32).

### Les forces en présence
La guerre paraît parfaitement déséquilibrée entre Babylone, la plus grande puissance de l'époque au Moyen-Orient, et le royaume de Juda, avec quelques centaines de milliers d'âmes au plus. À Jérusalem même vivent au VIIe siècle av. J.-C. 15 000 habitants auxquels s’ajoutent bientôt des réfugiés de guerre, qui contribuent surtout à la famine durant le siège. Les hommes de Sédécias disposent cependant d'engins de guerre capables de tirer des projectiles vers l'armée assiégeante.      
L'armée de Nabuchodonosor est la plus puissante de son époque, équipée pour une guerre de siège. Dès que l'armée atteint Jérusalem, Nabuchodonosor peut faire bâtir des retranchements tout autour de la ville.

### La ville de Jérusalem au commencement duVIesiècleav. J.-C.

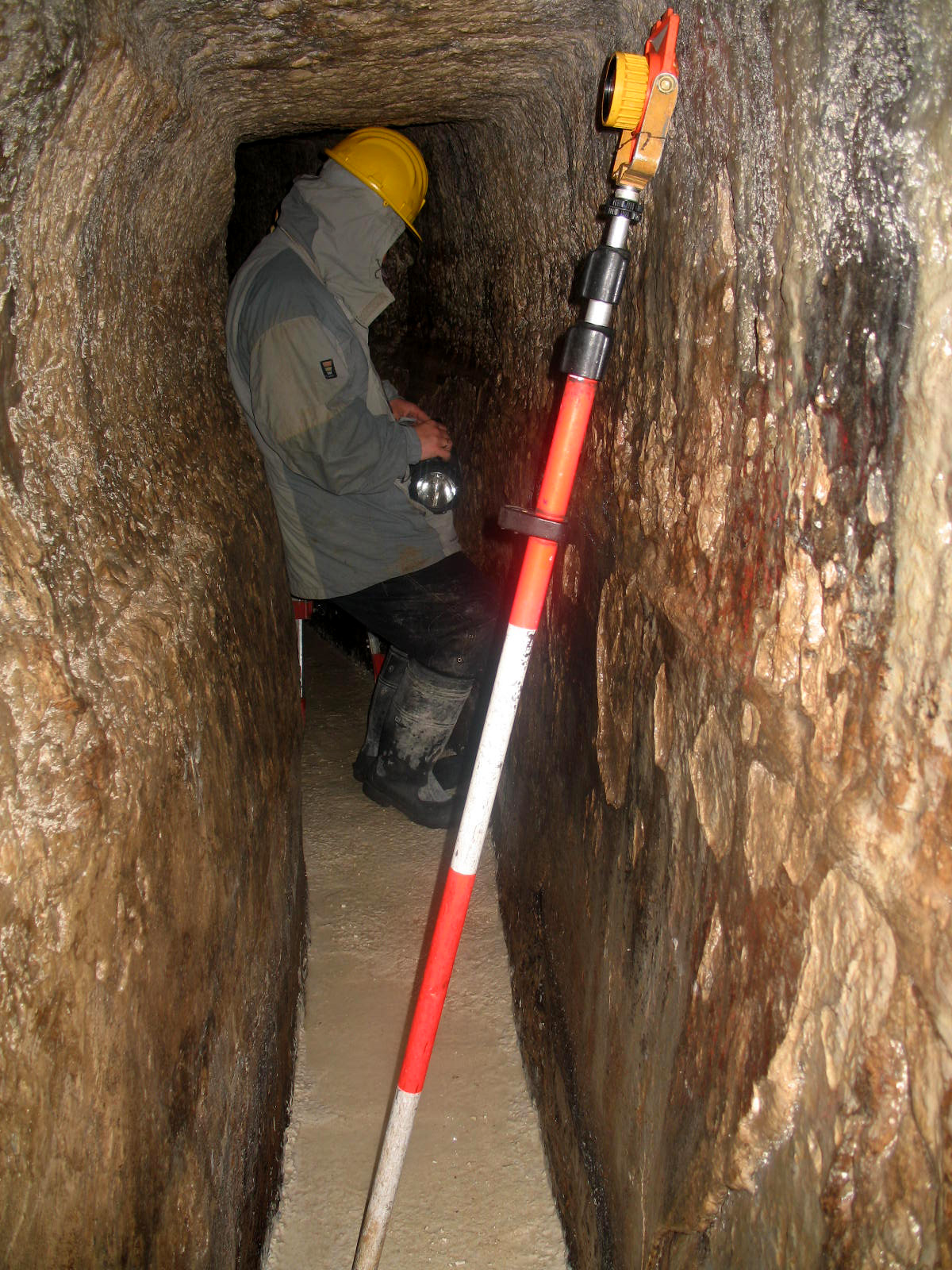
Tunnel d'Ézéchias

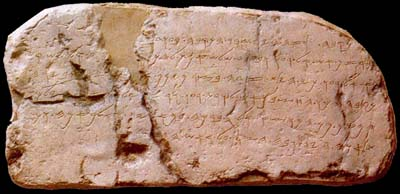
Inscription du tunnel d'Ézéchias

La Bible est là encore la source principale mais quelques vestiges archéologiques remontant à un siècle plus tôt permettent de reconstituer partiellement l’aspect de Jérusalem lors du siège par Nabuchodonosor. 
La ville ceinte de murailles construites ou complétées plus d'un siècle auparavant sous le règne d'Ézéchias constitue la cité de David, bâtie sur un éperon au sud du Mont du Temple, bordé par la vallée du Tyropoeon à l'ouest, celle de Hinnom au sud et celle du Cédron à l'est. Le principal vestige archéologique de cette période est le tunnel d'Ézéchias, un aqueduc souterrain de plus de 500 mètres de long qui alimentait en eau la ville depuis les sources du Gihon et se terminait au bassin de Siloé. Une inscription célébrant cette réalisation (mentionnée dans la Bible) des ingénieurs et des ouvriers d'Ézéchias a été trouvée au milieu de ce tunnel.
Quant au Premier Temple, il est probable qu’il se dresse sur l’actuel mont du Temple et abrite quelque richesse, mais le reste ne peut qu’être sujet à spéculation, aucune fouille n'y ayant eu lieu. La Bible décrit un monument somptueux, construit avec des matériaux de premier choix sur les plans d’Hiram. Certains archéologues ont exhumé des structures adjacentes et les tiennent pour contemporaines du Temple. D’autres estiment que le Temple n’était qu’un autel païen reconverti dans le culte israélite et paré des plus beaux atours par des auteurs bien ultérieurs inventant un passé glorieux pour tisser une unité nationale.

### Le siège de la ville et la chute du Temple
Dès que Nabuchodonosor se met en campagne pour châtier les révoltés, ceux-ci se soumettent laissant seul Sédécias, le roi de Juda. Même le roi d'Égypte n'intervient pas et Nabuchodonosor met le siège devant Jérusalem, où se sont réfugiés les paysans des alentours, le 10 Tevet 3173 (11 décembre -588),.  
Les assiégés peuvent un moment croire à leur délivrance quand enfin le pharaon vient à leur secours affronter Nabuchodonosor, mais celui-ci défait Apriès en février -586 et le siège peut reprendre. Le 9 tammouz (24 juin), alors que la famine règne dans la ville, les Babyloniens font une brèche dans les remparts de Jérusalem ainsi que dans le Temple à partir du 10 Av 3174 (24 juillet -586), alors que les soldats babyloniens violent ou massacrent une grande partie de la population. La cité est rasée et les trésors du Temple sont emportés à Babylone. Sédécias est fait prisonnier quelque temps après avec tous ses enfants qui sont tués et Nabuchodonosor ordonne de crever les yeux au roi qui est déporté à Babylone. Jérémie est aussi fait prisonnier.

## Conséquences
Les conséquences de la chute de Jérusalem sont incommensurables tant du point de vue national pour le peuple juif que du point de vue théologique. 

### L’exil
La conséquence immédiate de la défaite judéenne est une mesure de rétorsion politique, constituant la seconde vague de l’exil des Juifs à Babylone. La première vague avait eu lieu en 597 av. J.-C., sous le règne du roi Joaquin : 10 000 personnes dont le roi avaient été exilées de Jérusalem à Babylone. Si le nombre de déportés de la seconde vague est inconnu, la troisième vague, survenue cinq ans plus tard, porte le nombre total d'exilés à une vingtaine de mille.
Si la première vague provoque un douloureux sentiment de déracinement, exprimé notamment dans le psaume 137, l’exil à Babylone n’en marque pas moins la fondation de la diaspora, qui continue à se développer malgré l’édit de Cyrus permettant le retour à Sion. Pendant plus d'un millénaire, les Juifs vont vivre selon leurs lois en Babylonie sous le gouvernement des exilarques, réputés descendre de Joaquin et c’est finalement la position des Sages de Babylone qui déterminera la Loi juive au détriment de celle des Sages de la terre d’Israël.
Outre l’exil en Babylonie, de nombreux Juifs fuient les troubles politiques qui secouent la Judée pour se réfugier en Égypte et y développer une autre communauté très importante qui essaimera à partir d’Alexandrie dans toute la Méditerranée.

### La théologie des prophètes
Les conséquences psychologiques sont également considérables : la dynastie davidique réputée éternelle est exilée à Babylone et le Temple, joyau national et épicentre religieux, est détruit. Le chroniqueur biblique y voit la colère de Dieu qui a rejeté Israël et l’a abandonné à son sort.
Cependant, les prophètes parviennent à faire de ces traumatismes un nouveau ciment pour l’identité d’Israël ; le Livre des Lamentations que Jérémie aurait, selon la tradition juive, écrit au cours des événements est certes accablé mais non totalement désespéré. Le message permanent des prophètes, à savoir le besoin de se repentir de ses mauvaises voies et de ne pas s’en tenir à un rituel mécanique vide de toute éthique, offre à l’homme une chance de rédemption.
Selon les prophètes bibliques, dont Jérémie, l'exil est la conséquence des péchés d'Israël. Sans exil, le judaïsme n'aurait pas eu à tant développer la notion de techouva, préliminaire indispensable à la réalisation de l'espoir messianique et donc aussi, pour les chrétiens, à la venue du Christ. L'exil de Babylone, qui marque la première rupture du peuple juif d'avec la terre d'Israël et le Temple, est toujours commémoré comme un deuil par les Juifs pratiquants : les jeûnes du 10 Tevet, du 17 Tammouz, du 9 Av et celui de Guedalia rappellent différents événements liés au premier siège de Jérusalem. Le 9 av, jour anniversaire de la chute des Premier et Second Temples ainsi que de l'expulsion des Juifs d'Espagne et d'autres événements tragiques, reste la date la plus triste de l'année juive.